# Great Asby
Great Asby – wieś w Anglii, w Kumbrii. Leży 53 km na południowy wschód od miasta Carlisle i 368 km na północny zachód od Londynu.